# Eduard Holste
Eduard Friedrich Heinrich Holste (* 14. Februar 1904 in Braunschweig; † 16. Januar 1969 in Marburg) war ein deutscher Jurist, NSDAP-Mitglied, SA- und SS-Angehöriger (zuletzt im Range eines SS-Obersturmbannführers), von 1936 bis 1940 Leiter der Geheimen Staatspolizei (Gestapo) in Braunschweig, während des Zweiten Weltkrieges als Angehöriger der Einsatzgruppen der Sicherheitspolizei und des SD an der Ostfront.

## Leben
Holste wurde als Sohn eines Schlachters geboren. Von 1931 bis 1935 arbeitete er als Gerichtsassessor. Er war einige Monate Mitglied der Deutschen Volkspartei (DVP), später der Deutschnationalen Volkspartei (DNVP). Zum 1. Mai 1933 trat Holste der NSDAP bei (Mitgliedsnummer 3.552.385) und war seit 2. August 1933 Angehöriger der SS (SS-Nummer 86.068). Am 14. Juli 1935 trat er aus dem Reichsdienst aus und in der Dienst der Braunschweigischen Politischen Polizei ein.

### Gestapo-Leiter in Braunschweig

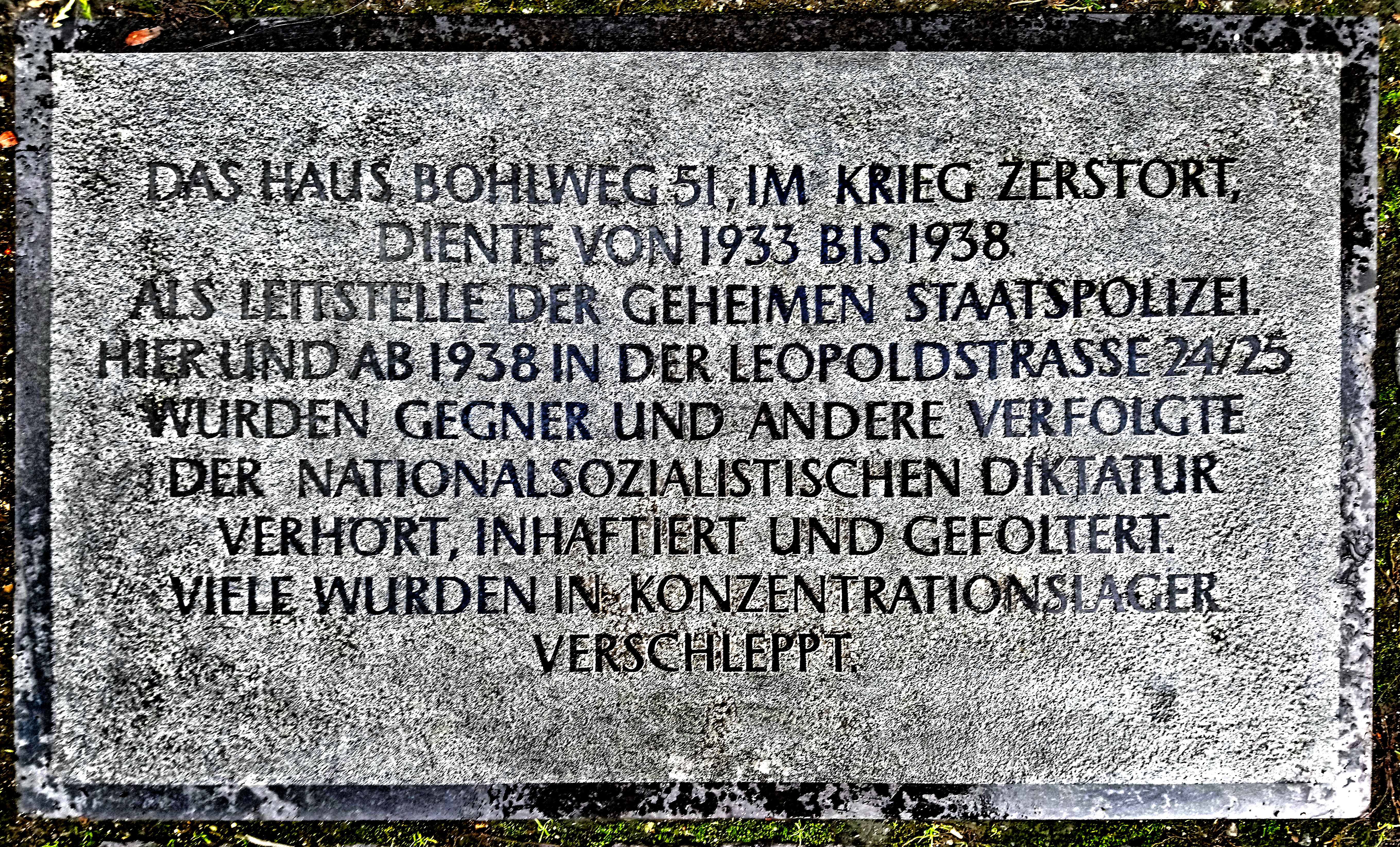
Bohlweg 51: Gedenkplatte vor dem ehemaligen, im Krieg zerstörten, Gebäude, in dem von 1933 bis 1938 die Gestapo Braunschweig ihre Leitstelle hatte und in dem Eduard Holste Dienststellenleiter war.

Mitte der 1930er Jahre war der spätere Höhere SS- und Polizeiführer und nach Kriegsende in Riga verurteilte und hingerichtete Kriegsverbrecher Friedrich Jeckeln Leiter der Geheimen Staatspolizei in Braunschweig. Jeckeln hatte das Amt bis 1936 inne.
Nachdem Holste in den Braunschweigischen Polizeidienst eingetreten war, wurde er bald darauf vom Braunschweigischen Innenministerium unter Leitung von Dietrich Klagges zum zweiten Stellvertreter Jeckelns neben Otto Diederichs ernannt. Jeckeln verließ Braunschweig 1936, woraufhin Holste sein Amtsnachfolger wurde. In einer dienstlichen Beurteilung vom 14. Januar 1936 bescheinigte ihm Jeckeln u. a., dass sich Holstes Entscheidungen dadurch auszeichneten, dass sie stets im nationalsozialistischen Sinne getroffen worden [sind] und zeigen, daß er vom Ideengute des Nationalsozialismus durchdrungen ist.
Holste leitete die Braunschweiger Gestapo, die sich Bohlweg 51 befand bis 1940, sein Stellvertreter war Willy Lages. Sein Amtsnachfolger wurde Horst Freytag (24. Juli 1940 bis 31. Oktober 1942), gefolgt vom letzten Amtsstellenleiter Günther Kuhl (1. Januar 1943 bis 10. April 1945, → Übergabe der Stadt Braunschweig).
1936 hatte Holste den Rang eines SS-Untersturmführers als Führer im Sicherheitsdienst des Reichsführers SS (SD), dessen Leiter Reinhard Heydrich war. Während seiner Amtszeit in Braunschweig wurde Holste am 25. Oktober 1937 zum Regierungsrat befördert und 1938 zum SS-Sturmbannführer als Führer im SD-Hauptamt.

### Kriegsteilnehmer
Nach dem deutschen Überfall auf Polen am 1. September 1939 und dem damit verbundenen Beginn des Zweiten Weltkrieges war Holste zunächst von September bis Oktober als Verbindungsführer der Sicherheitspolizei (Sipo) zum AOK 10 eingesetzt. Vom 29. September 1941 bis 30. September 1942 war Holste bei den Einsatzgruppen der Sicherheitspolizei und des SD im Bereich der Heeresgruppe Mitte in Russland eingesetzt, ab 6. März 1943 im Bereich der Heeresgruppe Süd. Holste leitete in der Einsatzgruppe B zunächst die Abteilungen IV (Gestapo) und V (Kriminalpolizei), später den Einsatztrupp „Smolensk“. Am 30. September 1944 wurde er zum SS-Obersturmbannführer befördert. Anfang 1945 folgte ein Vorschlag zur Beförderung zum Oberregierungsrat.

### Nachkriegszeit
Nach Kriegsende, das Holste als Angehöriger eines SS-Gebirgsjägerregiments erlebt haben soll, galt er zunächst als verschollen, lebte dann aber ab 1954 in Bad Harzburg, wo seine Ehefrau seit 1942 wohnte. 1956 zog das Paar nach Hagen. Von 1965 bis zu seinem Tode lebte Holste in Marburg.
Zwischen 1961 und 1965 war Holste Angeklagter in verschiedenen NS-Prozessen gegen Angehörige der Einsatzgruppen.